# Coppa Ronchetti 1993-1994
L'edizione 1993-1994 della Coppa europea Liliana Ronchetti è stata la ventitreesima della seconda competizione europea per club di pallacanestro femminile organizzata dalla FIBA Europe. Si è svolta dall'8 settembre 1993 al 16 marzo 1994.
Vi hanno partecipato sessantasette squadre. Il titolo è stato conquistato dall'Ahena Cesena, nella finale disputata su due gare sul Basket Parma.

## Primo turno preliminare
| Squadra #1             | Totale  | Squadra #2               | Andata | Ritorno |
| ---------------------- | ------- | ------------------------ | ------ | ------- |
| TORY Košice            | 140–129 | Montmontaza Zagreb       | 69–56  | 71–73   |
| Gustino Schnitzelplatz | 140–129 | ŠK Slovan Bratislava     | 70–92  | 61–78   |
| Flamurtari Vlorë       | 141–155 | Dorostol Silistra        | 81–75  | 60–80   |
| ENAD Nicosia           | 82–121  | Elitzur Delek Ramla      | 37–54  | 45–67   |
| Chaika Donetsk         | a tav.  | BK VSS Lokomotíva Košice |        |         |
| Serebranaja Korzina    | 106–192 | Septemvri Sofia          | 54–89  | 52–103  |

## Secondo turno preliminare
| Squadra #1            | Totale  | Squadra #2            | Andata | Ritorno |
| --------------------- | ------- | --------------------- | ------ | ------- |
| ELK Meelis            | 124–126 | Wemex Berlin          | 62–55  | 62–71   |
| Levski Sofia          | 131–109 | Agia Paraskevi        | 68–55  | 63–54   |
| İstanbul Üniversitesi | 119–145 | Wolfenbüttel          | 65–69  | 54–76   |
| TORY Košice           | 128–106 | Telekomas Vilnius     | 72–55  | 56–51   |
| Elitzur Delek Ramla   | 142–148 | Icim Arad             | 86–83  | 56–65   |
| ŠK Slovan Bratislava  | 136–131 | Botasspor             | 72–65  | 64–66   |
| Laisve Kaunas         | 200–132 | Concern Podolsk       | 96–74  | 104–58  |
| Hrvatski Dragovoljac  | 136–131 | Dorostol Silistra     | 64–54  | 61–70   |
| Copia Prague          | 113–130 | Borsodchem Miskolc    | 55–70  | 58–60   |
| KZO Wetzikon          | 142–200 | Periódico Zaragoza    | 71–103 | 71–97   |
| Elitzur Holon         | 123–135 | Apollon Kalamarias    | 62–65  | 61–70   |
| Chaika Donetsk        | 170–152 | Fartec Brasov         | 77–49  | 93–103  |
| Deniz Nakliyat        | 96–186  | Tarbes                | 51–94  | 45–92   |
| Královo Pole          | 139–155 | Sommerkonfort Lodz    | 71–70  | 68–85   |
| Horizont Minsk        | 122–194 | Willwood Vicenza      | 62–82  | 60–112  |
| Septemvri Sofia       | 148–151 | Besiktas              | 90–79  | 58–72   |
| Kograd Maribor        | 113–179 | Famila Schio          | 56–83  | 57–96   |
| Acadimir Ilioupolis   | 126–141 | Lachen Ramat HaSharon | 69–69  | 57–72   |
| Tesmodon Rostov       | 173–128 | Sokol Hradec Králové  | 92–56  | 81–72   |
| Simeks Skopje         | 82–225  | Budapest SE           | 46–119 | 36–106  |
| MENT Thessaloniki     | 111–140 | MTK Budapest          | 73–63  | 38–77   |
| Kozachka Zaporozhye   | a tav.  | Polfa Pabianice       |        |         |
| Sparta Bertrange      | 99–157  | Universa Marburg      | 51–76  | 48–81   |
| Rogaska Zlatina       | 185–164 | Sparta Prague         | 75–84  | 110–80  |
| Miniflat Rozenbeka    | 109–186 | Valenciennes Olympic  | 58–89  | 51–97   |
| Moldova Chisinau      | 129–130 | Odeja Kranj           | 73–55  | 56–75   |
| Spartak SAM Myjava    | 112–155 | Ahena Cesena          | 58–73  | 54–82   |
| Symel Tenerife        | 164–94  | CAB Madeira           | 82–46  | 82–48   |

## Terzo turno preliminare
| Squadra #1           | Totale  | Squadra #2            | Andata | Ritorno |
| -------------------- | ------- | --------------------- | ------ | ------- |
| Wemex Berlin         | 125–132 | Levski Sofia          | 74–62  | 51–70   |
| Wolfenbüttel         | 177–147 | TORY Košice           | 88–55  | 89–92   |
| Icim Arad            | 120–138 | Stade Clermontois     | 67–59  | 53–79   |
| ŠK Slovan Bratislava | 119–182 | Laisve Kaunas         | 57–95  | 62–87   |
| Hrvatski Dragovoljac | 139–153 | Borsodchem Miskolc    | 73–74  | 66–79   |
| Periódico Zaragoza   | 141–127 | Apollon Kalamarias    | 70–61  | 71–66   |
| Tarbes               | a tav.  | Chaika Donetsk        |        |         |
| Periódico Zaragoza   | 141–127 | Apollon Kalamarias    | 70–61  | 71–66   |
| Sommerkonfort Lodz   | 121–147 | Willwood Vicenza      | 68–67  | 53–80   |
| Besiktas             | 104–160 | Famila Schio          | 41–75  | 63–85   |
| C.B. Vigo            | 134–138 | Lachen Ramat HaSharon | 62–65  | 72–73   |
| Tesmodon Rostov      | 153–131 | Budapest SE           | 72–60  | 81–71   |
| MTK Budapest         | 167–140 | Kozachka Zaporozhye   | 93–65  | 74–75   |
| Universa Marburg     | 78–189  | BEX Argentaria        | 40–92  | 38–97   |
| Rogaska Slatina      | 144–225 | Valenciennes Olympic  | 65–95  | 79–130  |
| Odeja Kranj          | 119–164 | Ahena Cesena          | 56–85  | 63–79   |
| Symel Tenerife       | 123–164 | Lavezzini Parma       | 54–80  | 69–84   |

## Ottavi di finale

### Gruppo A
| Pos | Squadra               | G | V | P | PF  | PS  | DP  | Qualificazione        |       | WVI   | VAO   | LRH   | TRO    |
| --- | --------------------- | - | - | - | --- | --- | --- | --------------------- | ----- | ----- | ----- | ----- | ------ |
| 1   | Willwood Vicenza      | 6 | 4 | 2 | 437 | 375 | +62 | Qualificate ai quarti |       | —     | 70–65 | 81–56 | 83–54  |
| 2   | Valenciennes Olympic  | 6 | 4 | 2 | 450 | 408 | +42 | Qualificate ai quarti |       | 64–74 | —     | 84–71 | 103–74 |
| 3   | Lachen Ramat HaSharon | 6 | 3 | 3 | 438 | 462 | −24 |                       |       | 74–73 | 62–63 | —     | 96–87  |
| 4   | Tesmodon Rostov       | 6 | 1 | 5 | 408 | 488 | −80 |                       | 62–56 | 57–71 | 74–79 | —     |        |

### Gruppo B
| Pos | Squadra            | G | V | P | PF  | PS  | DP  | Qualificazione        |       | ACE   | TGB   | TKA   | BMI   |
| --- | ------------------ | - | - | - | --- | --- | --- | --------------------- | ----- | ----- | ----- | ----- | ----- |
| 1   | Ahena Cesena       | 6 | 4 | 2 | 460 | 417 | +43 | Qualificate ai quarti |       | —     | 88–83 | 94–65 | 81–63 |
| 2   | Tarbes             | 6 | 4 | 2 | 459 | 430 | +29 | Qualificate ai quarti |       | 70–58 | —     | 83–62 | 82–69 |
| 3   | Tasve Kaunas       | 6 | 3 | 3 | 479 | 491 | −12 |                       |       | 87–68 | 88–83 | —     | 80–82 |
| 4   | Borsodchem Miskolc | 6 | 1 | 5 | 428 | 488 | −60 |                       | 67–72 | 66–76 | 81–97 | —     |       |

### Gruppo C
| Pos | Squadra        | G | V | P | PF  | PS  | DP   | Qualificazione        |       | BEX   | FSC   | WOL   | LSS   |
| --- | -------------- | - | - | - | --- | --- | ---- | --------------------- | ----- | ----- | ----- | ----- | ----- |
| 1   | BEX Argentaria | 6 | 5 | 1 | 464 | 362 | +102 | Qualificate ai quarti |       | —     | 71–72 | 84–51 | 90–54 |
| 2   | Famila Schio   | 6 | 3 | 3 | 434 | 444 | −10  | Qualificate ai quarti |       | 66–81 | —     | 71–66 | 80–57 |
| 3   | Wolfenbüttel   | 6 | 3 | 3 | 441 | 420 | +21  |                       |       | 69–71 | 79–75 | —     | 87–53 |
| 4   | Levski Sofia   | 6 | 1 | 5 | 370 | 483 | −113 |                       | 50–67 | 90–70 | 66–89 | —     |       |

### Gruppo D
| Pos | Squadra            | G | V | P | PF  | PS  | DP   | Qualificazione        |       | LPA   | SCL    | MTK    | PZA   |
| --- | ------------------ | - | - | - | --- | --- | ---- | --------------------- | ----- | ----- | ------ | ------ | ----- |
| 1   | Lavezzini Parma    | 6 | 6 | 0 | 539 | 412 | +127 | Qualificate ai quarti |       | —     | 83–59  | 107–76 | 90–66 |
| 2   | Stade Clermontois  | 6 | 3 | 3 | 433 | 426 | +7   | Qualificate ai quarti |       | 79–88 | —      | 82–69  | 88–74 |
| 3   | MTK Budapest       | 6 | 3 | 3 | 430 | 432 | −2   |                       |       | 70–80 | 66–61  | —      | 80–46 |
| 4   | Periódico Zaragoza | 6 | 0 | 6 | 350 | 482 | −132 |                       | 62–91 | 46–64 | 107–76 | —      |       |

## Quarti di finale
| Squadra #1           | Totale  | Squadra #2       | Andata | Ritorno |
| -------------------- | ------- | ---------------- | ------ | ------- |
| Valenciennes Olympic | 118–127 | Ahena Cesena     | 59–59  | 59–68   |
| Stade Clermontois    | 129–148 | BEX Argentaria   | 66–76  | 63–72   |
| Tarbes               | 154–135 | Willwood Vicenza | 71–61  | 83–74   |
| Famila Schio         | 136–147 | Lavezzini Parma  | 74–67  | 62–80   |

## Semifinali
| Squadra #1   | Totale  | Squadra #2      | Andata | Ritorno |
| ------------ | ------- | --------------- | ------ | ------- |
| Ahena Cesena | 122–112 | BEX Argentaria  | 61–59  | 61–53   |
| Tarbes       | 132–150 | Lavezzini Parma | 69–62  | 63–88   |

## Finali
| Squadra #1   | Totale  | Squadra #2      | Andata | Ritorno |
| ------------ | ------- | --------------- | ------ | ------- |
| Ahena Cesena | 144–133 | Lavezzini Parma | 78–65  | 66–68   |